# Łątka ozdobna
Łątka ozdobna, łątka turzycowa (Coenagrion ornatum) – gatunek ciepłolubnej ważki z rodziny łątkowatych (Coenagrionidae). Zamieszkuje Europę (od Francji na wschód) i południowo-zachodnią Azję (rejon Kaukazu, Bliski Wschód i południowy Turkmenistan). W zachodniej i środkowej Europie jest bardzo rzadka; wymarła we Włoszech i Szwajcarii.
Na terenie Polski jest gatunkiem zanikającym, objętym ścisłą ochroną gatunkową. Jej występowanie w Polsce stwierdzano na 22 stanowiskach, głównie w południowej części kraju. Na większości z tych stanowisk obecnie nie występuje. Na Czerwonej liście zwierząt zagrożonych i ginących w Polsce figuruje jako gatunek krytycznie zagrożony – kategoria CR.
Długość ciała sięga 34 mm, rozpiętość skrzydeł 40 mm. Osobniki dorosłe (imagines) latają od maja do lipca.